# Der Apfel ist ab
Der Apfel ist ab war das letzte gemeinsam verfasste Programm des akademischen Kabaretts Die Nachrichter. Die 1935 verfasste Komödie kam nicht mehr zur Aufführung, da die Spielgruppe zuvor von den Nazis verboten worden war. Die als Kabarettrevue angelegte Posse behandelt die Frage „Wie kam es zum Sündenfall im Paradies?“ und hält recht ungewöhnliche Antworten bereit.
1938/39 gelangte das Stück von Helmut Käutner zu einem Einakter gekürzt dennoch zur Aufführung durch das Kabarett der Komiker von Willy Schaeffers. Für die Musik war Erwin Bootz verantwortlich, Regie führte Arthur Maria Rabenalt. Als Schauspieler waren Robert Dorsay und Lizzi Waldmüller zu sehen.
Helmut Käutner nahm das Programm auch als Basis für den gleichnamigen Film, den er 1948 drehte. Hier spielte von den Nachrichtern allerdings nur noch Bobby Todd mit. Weitere Rollen waren mit Bettina Moissi, Joana Maria Gorvin, Arno Assmann, Irene von Meyendorff, Margarete Haagen, Willy Maertens, Bum Krüger und Thea Thiele besetzt.